# 卡利俄佩

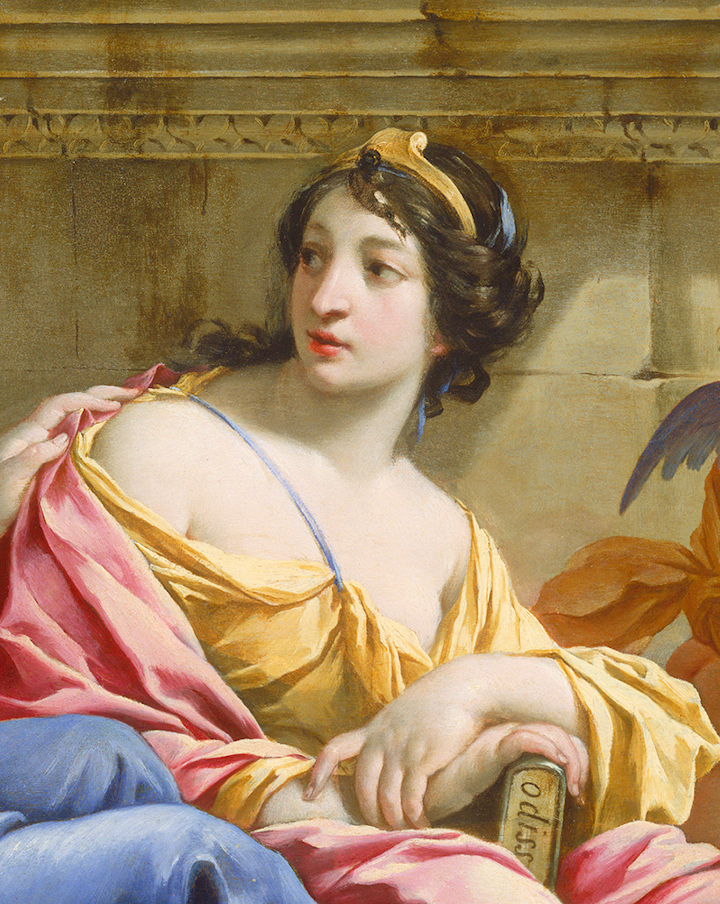
卡利俄佩

卡利俄佩（希腊语：Καλλιόπη，字面意思为“声音悦耳的”），希腊神话中掌管英雄史诗的缪斯，九位缪斯（文艺女神）中的最年长者。
卡利俄佩是宙斯与谟涅摩叙涅的女儿。她以“荷马的缪斯”而著称，据说她给了这位盲诗人创作伊利亚特和奥德修纪的灵感。
在希腊神话中，卡利俄佩有两个儿子：俄耳甫斯（希腊神话中最著名的歌手和竖琴手）和利诺斯（著名的乐手）。这两个孩子都是卡利俄佩和色雷斯的河神厄阿格罗斯所生（另一种说法则认为是和阿波罗所生）。在珀耳塞福涅与阿佛洛狄忒争夺绝世美少年阿多尼斯的争执中，卡利俄佩作出裁决：阿多尼斯每年分别陪珀耳塞福涅和阿佛罗狄忒各自生活一段相等的时间（一说这一裁决是宙斯作出的）。
卡利俄佩最初可能是歌神或音乐之神。古罗马大诗人贺拉斯曾说，卡利俄佩能演奏一切乐器。
卡利俄佩的象征是尖笔和蜡板。在艺术作品中，卡利俄佩的通常形象是手持蜡板（有时是书卷）的妇女。
小行星22号司赋星的名字来自卡利俄佩。

## 资料来源
- 《世界神话辞典》，辽宁人民出版社，ISBN 7-205-00960-X